# 328. Infanterie-Division Seeland
Die 328. Infanterie-Division Seeland (auch nur Infanterie-Division Seeland) war eine deutsche Infanteriedivision im Zweiten Weltkrieg. Von 1941 bis 1943 existierte bereits eine 328. Infanterie-Division.

## Geschichte

### Aufstellung
Die Division wurde am 9. März 1945 auf der dänischen Insel Seeland mit der Stationierung in Kopenhagen aufgestellt. Hierzu wurden sogenannte Genesenen-Einheiten (d. h. aus wieder gesundeten verwundeten deutschen Soldaten bestehend) aus ganz Dänemark zusammenzogen.

### Kapitulation
Die Aufstellung der Einheit war vor Kriegsende im Mai 1945 nicht abgeschlossen.

## Kommandeur
Kommandeur war Generalleutnant Ernst Richter.

## Gliederung
- Grenadier-Regiment 593, ehemals bei der 323. Infanterie-Division
- Grenadier-Regiment 594, ehemals bei der 323. Infanterie-Division
- Grenadier-Regiment 595, ehemals bei der 327. Infanterie-Division
- Artillerie-Regiment 328
- Unterstützungs-Regiment 328